# Dollerup (Viborg Kommune)
 For alternative betydninger, se Dollerup. (Se også artikler, som begynder med Dollerup)
Dollerup er en landsby i Midtjylland, beliggende i Dollerup Sogn ved Hald sø syd for Viborg. Bebyggelsen ligger i Viborg Kommune og hører til Region Midtjylland. Landsbyen er beliggende i et meget kuperet terræn på kanten af israndslinjen fra sidste istid og nær det rekreative område, der udgøres af Dollerup Bakker og Hald Sø. 
Dollerup bestod oprindelig af fire gårde, et par boelssteder og en mølle, alt fæstegods under Hald Hovedgård. I begyndelsen af 1800-tallet blev bønderne selvejere. Fra midten af 1800-tallet og indtil ca. 1960 var Dollerup præget af en tekstilvirksomhed, som udviklede sig i forbindelse med Dollerup Mølle. Størstedelen af den nuværende bebyggelse i landsbyen er parcelhuse, udstykket fra de oprindelige gårde og opført som boliger for arbejderne og funktionærerne på møllen. 
Dollerup Kirke er en kullet landsbykirke, bygget af granitkvadre i romansk stil omkring 1200. Kirken hørte til Hald Hovedgård indtil 1910.